# Willi Schulz
Wilhelm «Willi» Schulz (Bochum, Renania del Norte-Westfalia, 4 de octubre de 1938) es un exfutbolista y exdirigente deportivo alemán. En su etapa como jugador profesional se desempeñaba como defensa.
También fue vicepresidente del Consejo de Supervisión del Hamburgo.

## Selección nacional
Fue internacional con la selección de Alemania Federal en 66 ocasiones. Disputó tres Copas del Mundo, siendo finalista en 1966 y tercero en 1970.

### Participaciones en Copas del Mundo
| Mundial                        | Sede       | Resultado        | Partidos | Goles |
| ------------------------------ | ---------- | ---------------- | -------- | ----- |
| Copa Mundial de Fútbol de 1962 | Chile      | Cuartos de final | 4        | 0     |
| Copa Mundial de Fútbol de 1966 | Inglaterra | Subcampeón       | 6        | 0     |
| Copa Mundial de Fútbol de 1970 | México     | Tercer lugar     | 2        | 0     |

## Clubes
| Club       | País             | Año       |
| ---------- | ---------------- | --------- |
| Schalke 04 | Alemania Federal | 1960-1965 |
| Hamburgo   | Alemania Federal | 1965-1973 |

## Palmarés

### Campeonatos nacionales
| Título          | Club     | País             | Año  |
| --------------- | -------- | ---------------- | ---- |
| Copa de la Liga | Hamburgo | Alemania Federal | 1973 |

## Condecoraciones
| Distinción      | Año  |
| --------------- | ---- |
| Laurel de Plata | 1966 |